# Arrondissement di Bastia
L'arrondissement di Bastia è un arrondissement dipartimentale della Francia situato nel dipartimento della Corsica settentrionale, nella regione della Corsica.

## Storia
Fu creato nel 1800, sulla base dei preesistenti "distretti", nel dipartimento del Golo (non più esistente, corrispondente all'attuale Corsica settentrionale).
Dal 1º gennaio 2010 6 dei suoi 16 cantoni sono stati ceduti ad arrondissement confinanti.
La Conca d'Oro e l'Alto Nebbio sono passati all'arrondissement di Calvi, l'Alto di Casacconi, Campoloro di Moriani, Fiumalto d'Ampugnani e Vescovato all'arrondissement di Corte.

## Composizione
L'arrondissement è composto da 27 comuni raggruppati in 8 cantoni, alcuni dei quali all'interno della città di Bastia:
- cantone di Bastia-1
- cantone di Bastia-2
- cantone di Bastia-3
- cantone di Bastia-4
- cantone di Bastia-5[2]
- cantone di Bastia-6[3]
- cantone di Borgo
- cantone del Capo Corso, parzialmente a cavallo con il confinante arrondissement di Calvi[4]